# A History of Vector Analysis

A History of Vector Analysis (1967) est un livre sur l'histoire de l'analyse vectorielle de Michael J. Crowe, initialement publié par University of Notre Dame Press. En tant que traitement scientifique d'une réforme de la communication technique, le texte est une contribution à l'histoire des sciences. En 2002, Crowe donne une conférence résumant le livre, y compris une introduction divertissante dans laquelle il couvre l'historique de sa publication et relate l'attribution d'un prix Jean Scott de 4 000 $. Crowe inscrit son livre à un concours pour « une étude sur l'histoire des nombres complexes et hypercomplexes » vingt-cinq ans après la première publication de son livre.

## Résumé du livre
Le livre comporte huit chapitres : le premier sur les origines de l'analyse vectorielle, y compris les influences de la Grèce antique et des XVIe et XVIIe siècles ; la seconde sur William Rowan Hamilton et les quaternions du XIXe siècle ; le troisième sur d'autres systèmes vectoriels des XIXe et XVIIIe siècles, notamment l'équipollence de Giusto Bellavitis et l'algèbre extérieure de Hermann Grassmann.
Le chapitre quatre porte sur l'intérêt général au XIXe siècle pour les systèmes vectoriels, y compris l'analyse des publications de revues ainsi que des sections sur les personnages majeurs et leurs points de vue (par exemple, Peter Guthrie Tait en tant que défenseur des Quaternions et James Clerk Maxwell en tant que critique des Quaternions) ; le cinquième chapitre décrit le développement du système moderne d'analyse vectorielle par Willard Gibbs et Oliver Heaviside.
Dans le chapitre six, « Struggle for existence », Michael J. Crowe se penche sur l'air du temps qui a transformé la théorie des quaternions en analyse vectorielle sur l'espace tridimensionnel. Il expose clairement l'ambition de cet effort en examinant cinq textes majeurs ainsi qu'une vingtaine d'articles rédigés par les participants au « Grand débat sur les vecteurs ». Voici les livres :
Elementary Treatise on Quaternions (1890) Peter Guthrie Tait
Elements of Vector Analysis  (1881,1884) Josiah Willard Gibbs
Electromagnetic Theory (1893, 1899, 1912) Oliver Heaviside
Utility of Quaternions in Physics (1893) Alexander McAulay
Vector Analysis and Quaternions (1906) Alexander Macfarlane
Vingt des articles auxiliaires paraissent dans Nature ; d'autres figurent dans Philosophical Magazine, dans les Actes de la Royal Society de Londres ou d'Édimbourg, dans Physical Review et dans les Actes de l'Association américaine pour l'avancement de la science. Parmi les auteurs figurent Cargill Gilston Knott et une demi-douzaine d’autres personnes.
La « lutte pour l'existence » est une expression tirée de L'Origine des espèces de Charles Darwin et Crowe cite Darwin : « … les jeunes naturalistes émergents… seront capables d'examiner les deux côtés de la question avec impartialité. » Après 1901, avec la publication de Vector Analysis de Gibbs/Wilson/Yale, la question est tranchée en faveur des vectorialistes avec des produits scalaire et croisé séparés. Le caractère pragmatique de l’époque met de côté la source quadridimensionnelle de l’algèbre vectorielle.
Le chapitre sept de Crowe est une étude des « Douze publications majeures en analyse vectorielle de 1894 à 1910 ». Parmi ces douze, sept sont en allemand, deux en italien, un en russe et deux en anglais. Alors que le chapitre précédent examine un débat en anglais, le dernier chapitre note l'influence des résultats de Heinrich Hertz avec la radio et l'essor de la recherche allemande utilisant les vecteurs. Joseph George Coffin du MIT et de l'Université Clark publie son Vector Analysis en 1909 ; lui aussi s'appuie fortement sur les applications. Crowe fournit ainsi un contexte au célèbre manuel de Gibbs et Wilson de 1901.
Le huitième chapitre est le résumé et les conclusions de l'auteur. Le livre s'appuie sur des références dans les notes de fin de chapitre au lieu d'une section bibliographique. Crowe déclare également que la Bibliographie de la Quaternion Society (en) et ses suppléments jusqu'en 1912 répertorient déjà toute la littérature principale de l'étude.

## Résumé des critiques
Des critiques importantes sont données à peu près au moment de la publication originale. Stanley Goldberg écrit « Les polémiques des deux côtés sont très riches en lecture, surtout lorsqu'elles sont épicées de l'esprit sarcastique d'un Heaviside et des injures ferventes, presque religieuses, d'un Tait ». Morris Kline commence sa recension de 1969 par « Puisque les publications historiques sur les développements modernes sont rares, ce livre est le bienvenu. » et se termine par « le sous-titre [,The Evolution of the Idea of a Vectorial System,] est une meilleure description du contenu que le titre proprement dit ». Puis William C. Waterhouse — reprenant là où la critique de Kline s'arrête — écrit en 1972 : « Le livre de Crowe sur l'analyse vectorielle semble un peu anémique en comparaison, peut-être parce que son titre est trompeur. la généalogie du système à 3 espaces, concluant qu'il a été développé à partir de quaternions par des physiciens ».
Karin Reich écrit que le nom d'Arnold Sommerfeld manque dans le livre. En tant qu'assistant de Felix Klein, Sommerfeld s'est vu confier le projet d'unifier les concepts et notations vectorielles pour l'Encyclopédie de Klein.
En 2003, Sandro Caparrini conteste les conclusions de Crowe en notant que « les représentations géométriques des forces et des vitesses au moyen de segments de droite dirigés... étaient déjà assez connues au milieu du XVIIIe siècle » dans son essai « Early Theories of Vectors ». Caparrini cite plusieurs sources, notamment Gaetano Giorgini (1795 — 1874) et son appréciation dans un article de 1830  de Michel Chasles. Caparrini poursuit en indiquant que les moments de forces et les vitesses angulaires sont reconnus comme entités vectorielles dans la seconde moitié du XVIIIe siècle.